# Nyugati Jelen
Nyugati Jelen este un cotidian regional în limba maghiară, înființat în 1990, care este distribuit în cinci județe din vestul României (județele Arad, Timiș, Caraș-Severin, Hunedoara și Alba). Redacția este la Arad, având filiale și în Timișoara, Deva și Aiud. Filiala din Timișoara a fost organizată și condusă de către János Sipos, un jurnalist pensionar din Timișoara, timp de câțiva ani.
Cotidianul public Nyugati Jelen își propune să informeze în mod obiectiv maghiarii care locuiesc în părțile de vest ale României despre evenimente culturale, economice, politice, sociale, religioase și sportive, precum și despre multe evenimente și lucruri interesante din lume.
Aspect: Copertele și cele două pagini interioare sunt complet color (FULL COLOR) 
Format: 288 x 418 mm 
Oglindă: 250 x 365 mm 
Număr de coloane: 6

## Înaintași
- Cotidianul Vörös Lobogó (1950-1989)

## Zona de distribuție
- Județul Arad
- Județul Timiș
- Județul Hunedoara
- Județul Alba
- Județul Caraș-Severin